# 圓象牙貝
圓象牙貝（学名：Fissidentalium vernedei）为象牙貝科細稜象牙貝屬下的一个种。